# Germain Sauvanet
Pour les articles homonymes, voir Sauvanet.
Germain-Jean-Jacques Sauvanet, né le 28 mai 1849 à Saint-Domet (Creuse) et mort le 5 décembre 1916 à Issoudun-Létrieix (dans le même département), est un architecte français. Il était architecte départemental de la Creuse.

## Études et formation
Germain Sauvanet est le fils de Joseph Sauvanet (1824-1891), entrepreneur en maçonnerie, et de Marie Ringuet (1825-1865). 
Sorti en 1868 de l'École des Arts et Métiers d'Angers, il est reçu, après un an de préparation au collège Sainte Barbe, à l'École Centrale de Paris. Il en obtient en 1872 le diplôme d'ingénieur des Arts et Manufactures, spécialité «travaux publics et constructions civiles». Il devient alors chef du bureau des études de la compagnie des Chemins de fer de l'Hérault. Il est chargé à ce titre de l'aménagement et de l'agrandissement des gares de Béziers et de Montpellier.

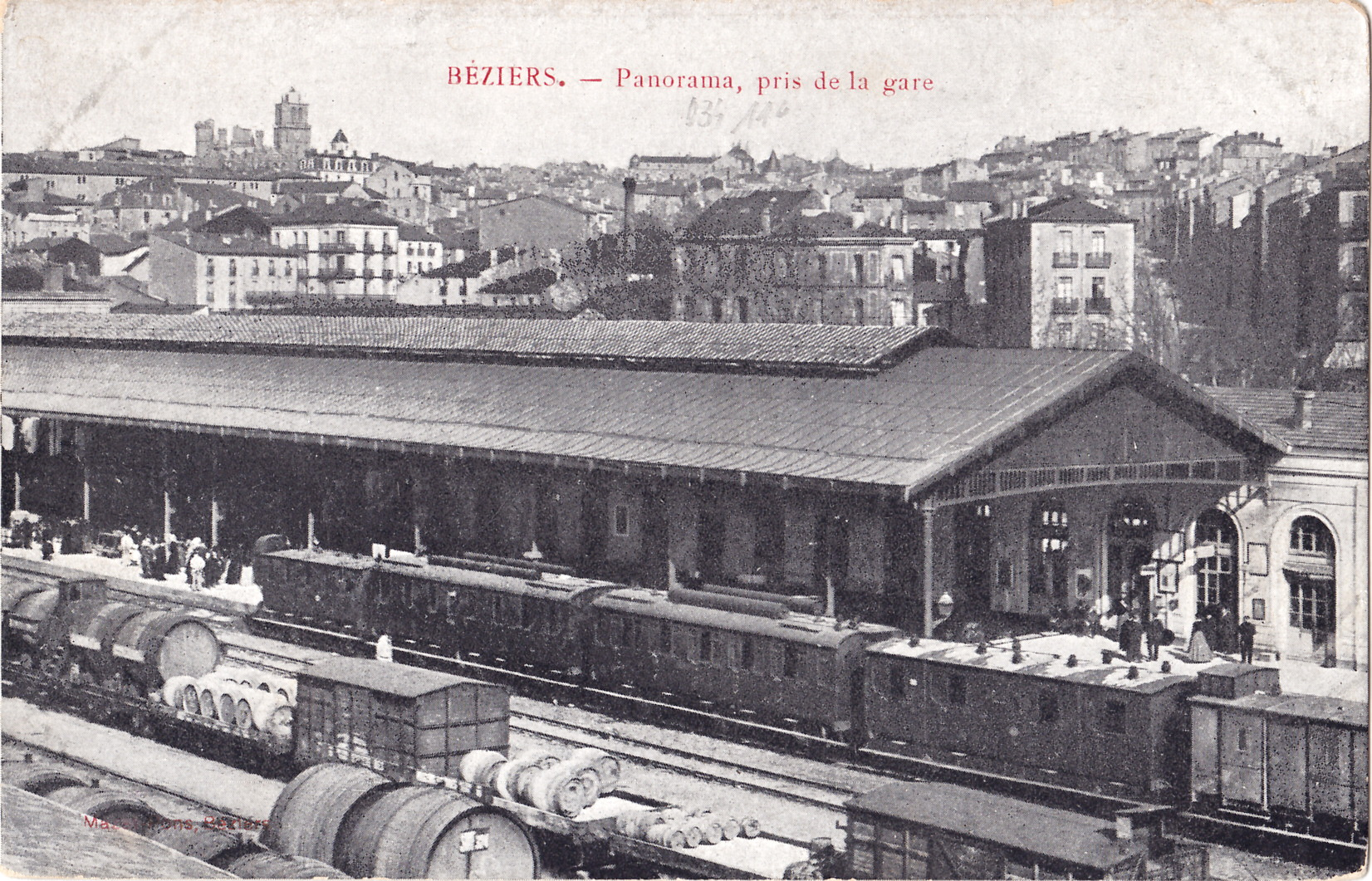
Gare de Béziers, Hérault.

Il est admis en 1876 comme élève à l'École nationale supérieure des Beaux-Arts dans l'atelier de Julien Guadet.  
En 1877, il est nommé, sur concours, architecte départemental de la Creuse.

## Carrière militaire
Au décours de la guerre franco-allemande de 1870, il combattit en Algérie, comme sous-lieutenant au 21e régiment de la garde mobile. Il fut par la suite maintenu dans son grade comme officier de réserve pendant vingt ans.

## Architecte départemental
Il participa à la restauration d'édifices religieux, notamment en collaboration avec l'architecte diocésain Paul Abadie : l'abbatiale Sainte-Valérie à Chambon-sur-Voueize, l'église collégiale Notre-Dame de La Souterraine, l'église abbatiale Saint-Barthélemy de Bénévent-l'Abbaye.  

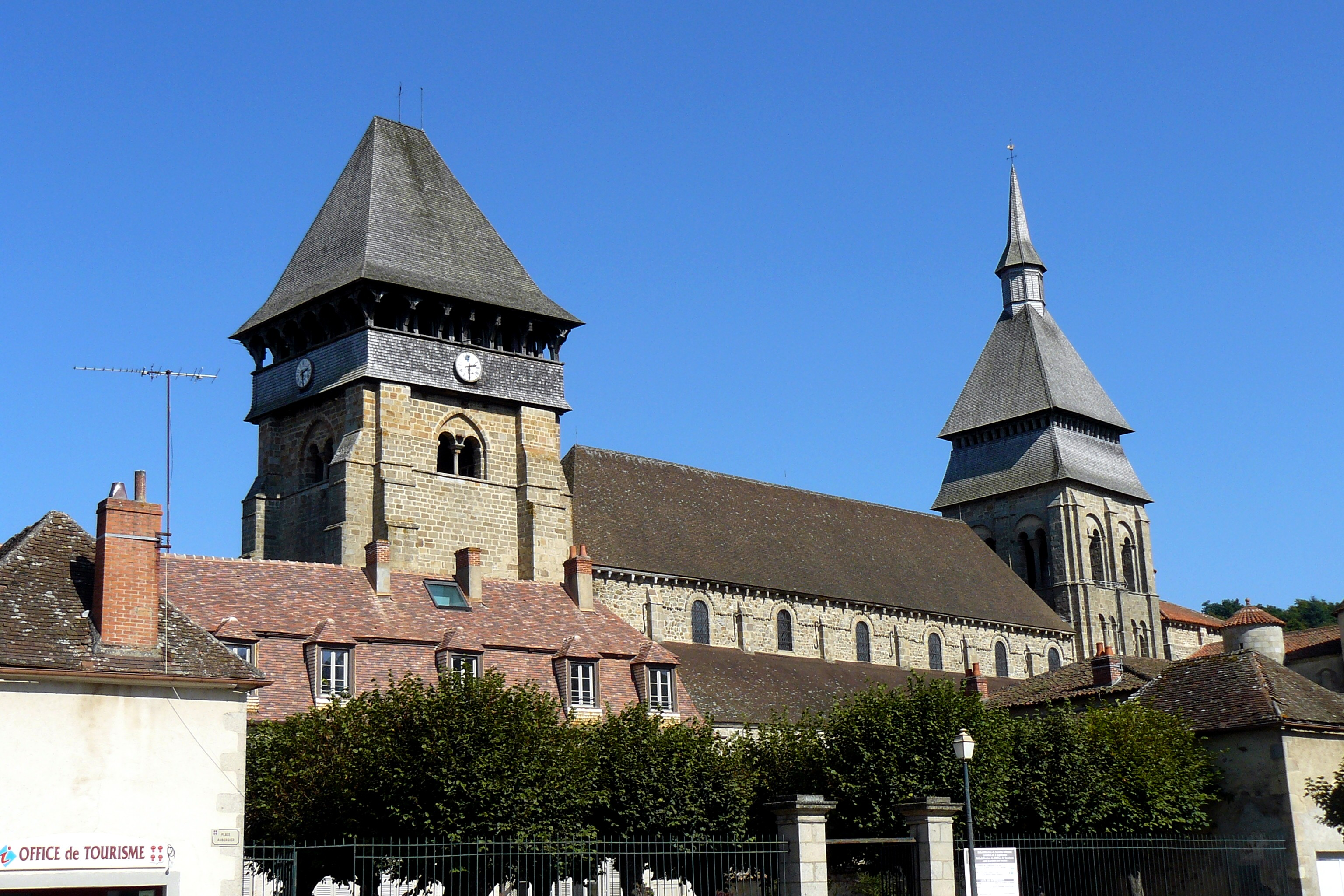
Abbatiale Sainte-Valérie, Chambon-sur-Voueize, Creuse

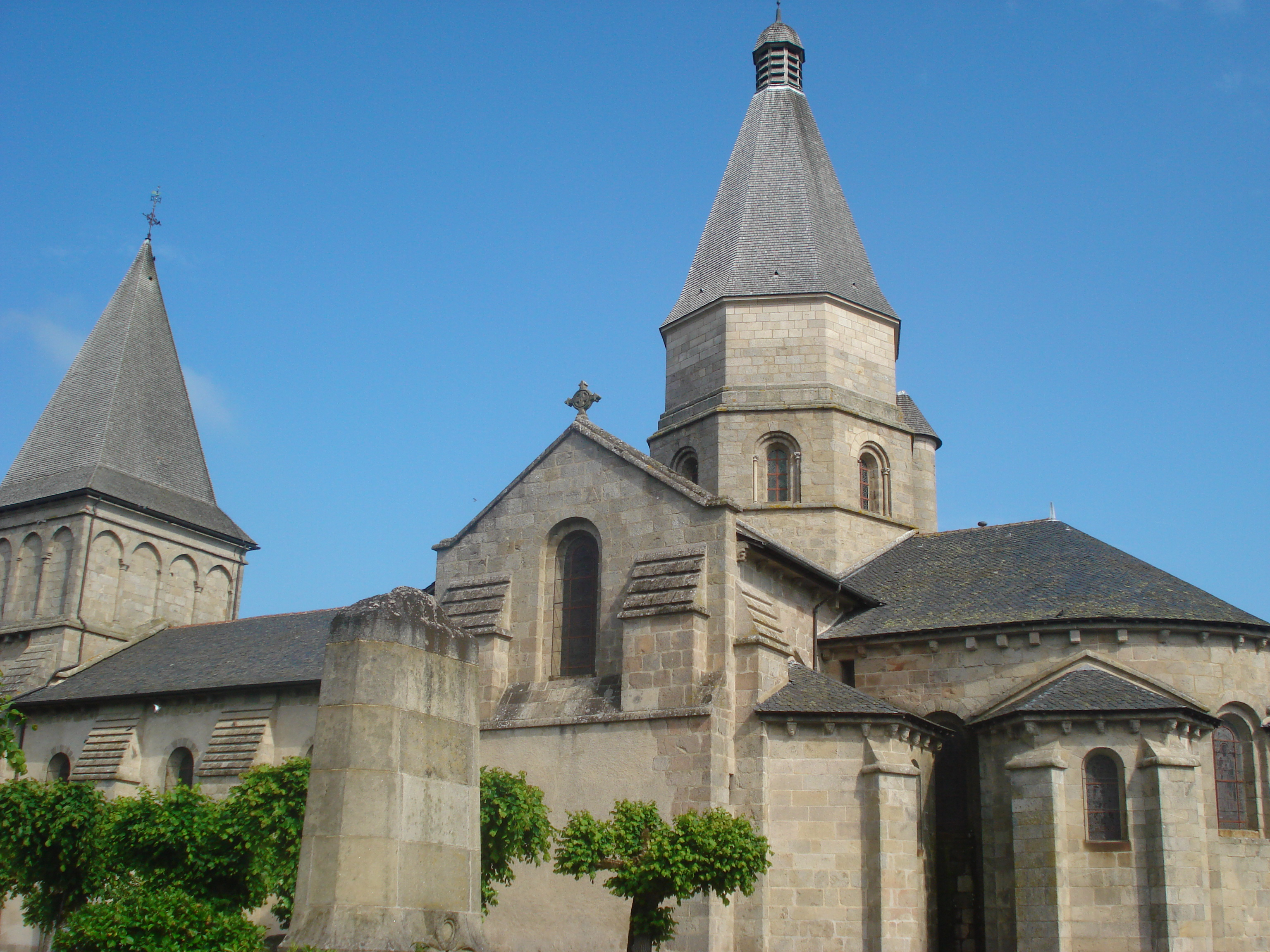
L'église Saint-Barthélemy, Bénévent-l'Abbaye, Creuse

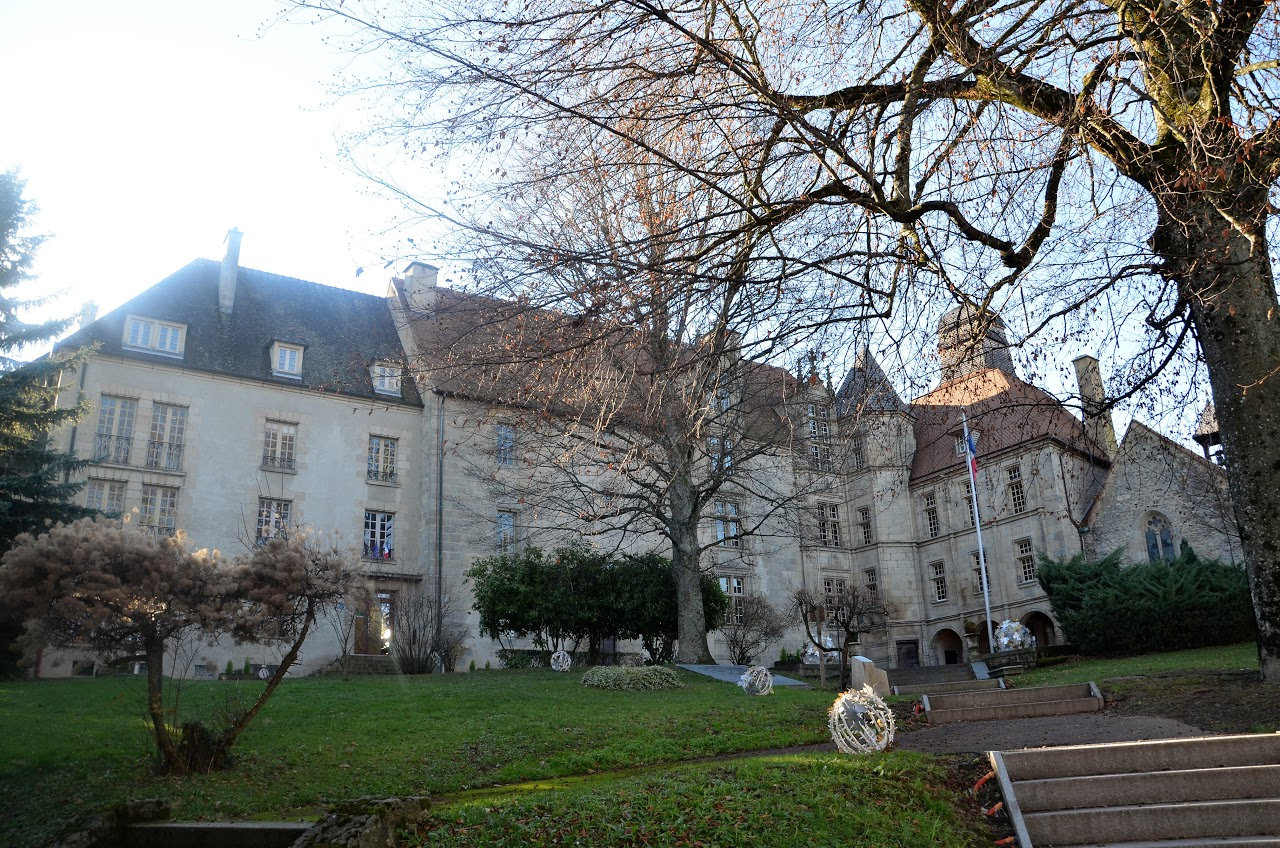
Hôtel des Moneyroux, Guéret

À Guéret, il a aménagé en 1892 l'hôtel des Moneyroux lorsque celui a été acheté par le département de la Creuse, et en 1905, l'hôtel de la Sénatorerie lorsque celui-ci a été transformé en musée. Il a dessiné le jardin public Ferdinand Villard, qui associe des éléments de jardin à la française et à l'anglaise,. 

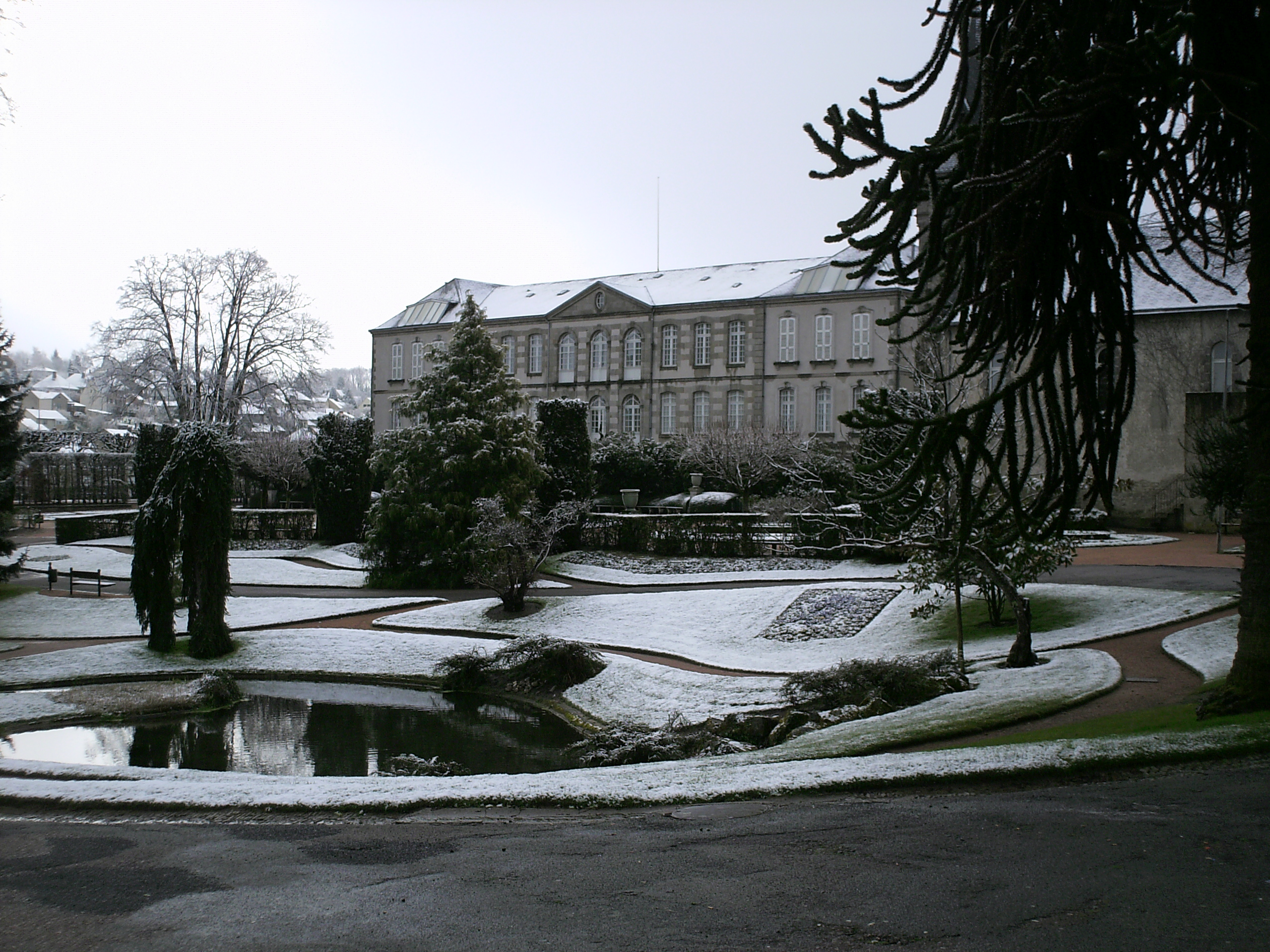
Musée et parc, Guéret.

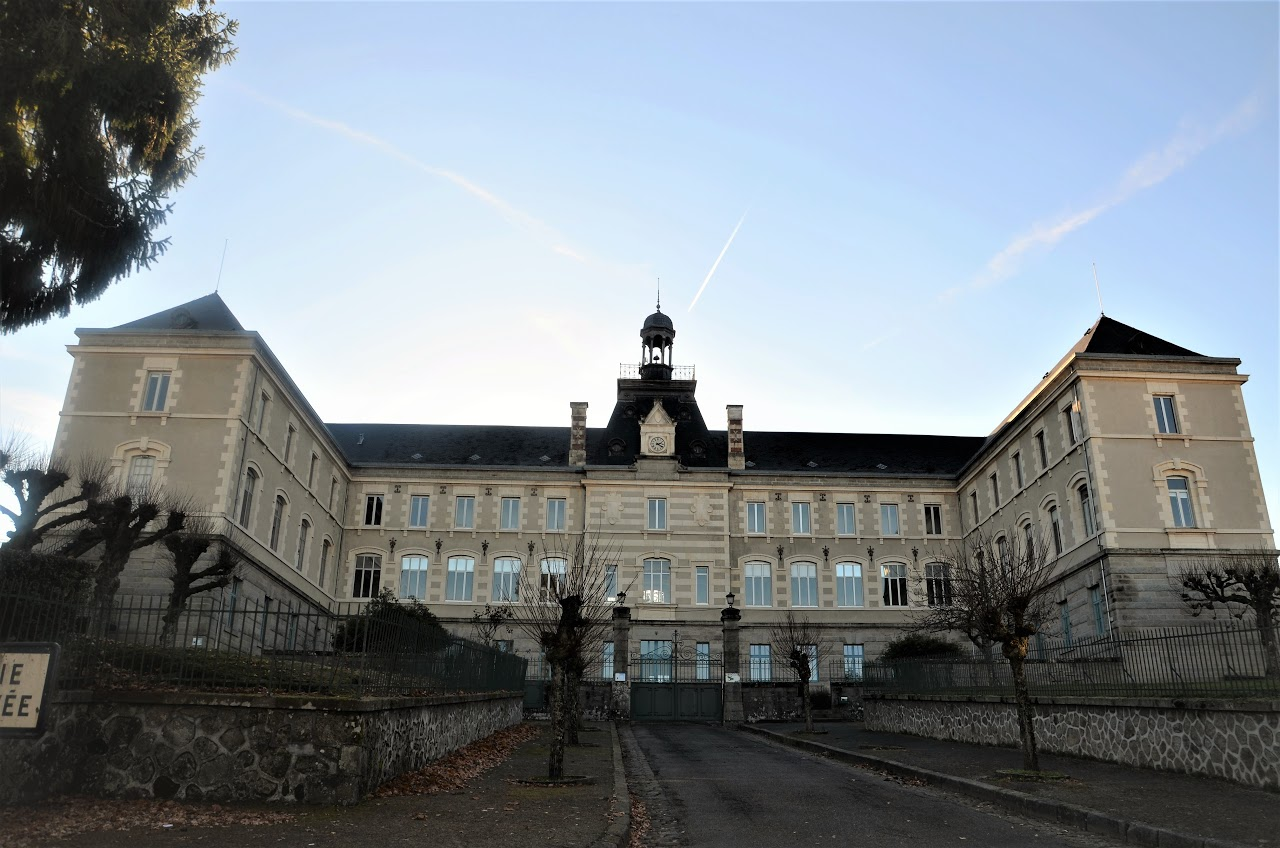
École normale de Guéret.

Il a construit des écoles primaires supérieures à Bourganeuf, Chambon-sur-Voueize, La Souterraine (école de filles) ; deux écoles normales et des casernes de gendarmerie à Guéret. Les plans de l'école normale d'instituteurs de Guéret furent choisis sur l'avis du Comité technique du ministère de l'Instruction publique pour figurer à l'Exposition universelle de 1889. Il fut nommé, en 1890, officier d'Académie et en 1901, officier de l'Instruction publique. 
Il a également conçu des demeures bourgeoises pour des particuliers : « châteaux» de la Côte et de Villemore, ou encore sa propre habitation, la « Villa Sauvanet », avenue de la Gare, à Guéret.
En 1899, il fut nommé architecte ordinaire des monuments historiques de l'Indre et de la Creuse.
Une plaque commémorant son œuvre a été posée sur le perron du Musée de la Sénatorerie le 5 décembre 2016.

## Archéologue amateur

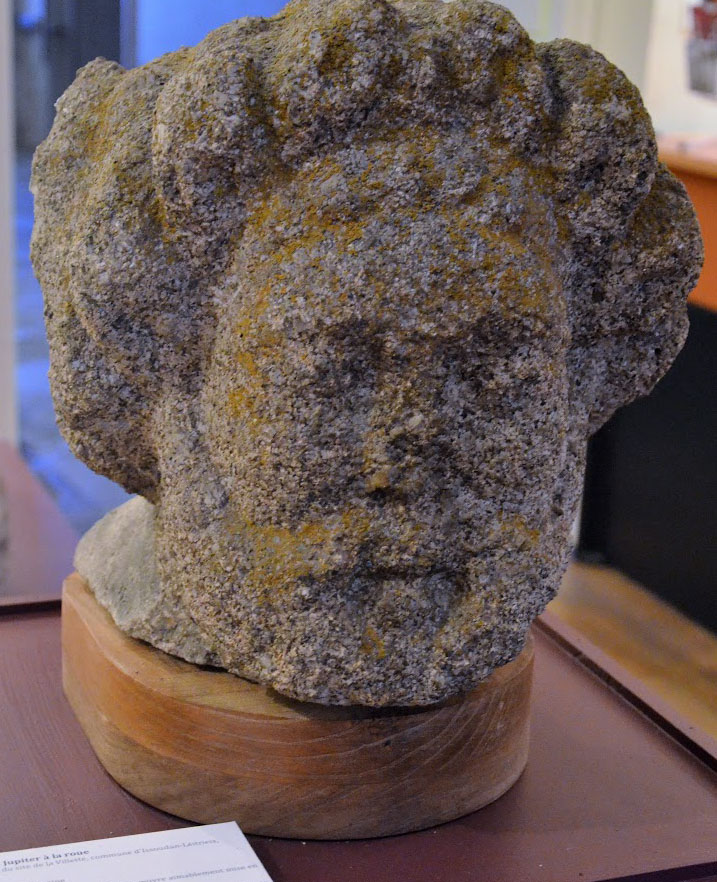
Jupiter à la roue de La Villette, Musée de la Sénatorerie, Guéret.

Germain Sauvanet fut membre de la Société des sciences naturelles et archéologiques de la Creuse à partir de 1877. Vers 1900, il découvrit dans son domaine de La Villette, sur la commune d'Issoudun-Létrieix, près de la route de Limoges à Autun, une tête de statue en granit, connue comme le «Jupiter à la roue de La Villette». Il s'agit d'une tête masculine, à chevelure abondante et à collier de barbe. La coiffure est tressée à la mode du Ier siècle av. J.-C. La pièce d'une hauteur de 40 cm devait appartenir à une statue d'environ 2,50 m à 3 m. Malgré l'érosion, on reconnait dans la région pariétale droite une saillie qui parait appartenir à une roue solaire, attribut de Taranis, dieu gaulois des conditions atmosphériques, assimilé à Jupiter.  La tête de Jupiter a été donnée en 2016 par J.C. Baudry, arrière-petit-fils de Germain Sauvanet, au musée de la Sénatorerie de Guéret où elle est conservée dans la collection d'antiquités gallo-romaines.

## Famille
Marié à Marie Emma Reynier, ils eurent cinq filles : Geneviève (1881-1966), Jeanne (1882-1965), Marguerite (1884-1966), Renée (1888-1960), Marthe (1891-1984), célébrées par Marcel Jouhandeau dans son recueil de souvenirs, Descente aux enfers (1961).
Il repose auprès de son épouse, dans la chapelle funéraire qu'il fit bâtir dans le cimetière de Guéret.